# 西班牙河 (阿拉巴馬州)
西班牙河（英語：Spanish River）長約8英里（13公里），構成美國阿拉巴馬州鮑德溫縣和莫比爾邊界的一部分。發源於布萊克利島的最北端，與莫比爾河分流，經緯度為北緯30.772°，西經88.0222°。從那裡開始，沿著布萊克利島和平托島的東部邊緣流動，流入平托島以南的莫比爾灣（北緯 30.665°，西經 88.021°）。
西班牙河內有兩艘可追溯到南北戰爭時期的重要沉船。1865年4月12日，聯邦軍鐵甲艦CSS塔斯卡盧薩號和CSS亨茨維爾號均在河中自沉。